# Мисс Россия 2014
Мисс Россия 2014 — 22-й национальный конкурс красоты Мисс Россия, финал которого состоялся 1 марта 2014 года в «Crocus National Exhibition Hall». В финале конкурса приняли участие 50 участниц из разных регионов России. Победительница будет представлять Российскую Федерацию на международных конкурсах Мисс Вселенная 2014 и Мисс Мира 2014.
Ежегодно, в 477 субъектах и населённых пунктах России, за 4 месяца до начала национального конкурса, проводится отбор 50 кандидаток. Также посредством интернета выбираются 20 полуфиналисток.

## Финал

### Победительницы
| Результат                        | Участницы |
| -------------------------------- | --- |
| Мисс Россия 2014                 | Саратовская область - Юлия Алипова |
| 1-я Вице Мисс                    | Москва — Анастасия Решетова |
| 2-я Вице Мисс                    | Ростовская область — Анастасия Костенко |
|                                  | Московская область — Анастасия Щипанова |
| Республика Саха — Милена Шадрина | |
| Топ 10                           | Братск — Ольга Лиханова Новосибирск — Дарья Сидорова Санкт-Петербург — Виктория Афанасьева Саратов — Дарья Прохорова Владимирская область — Анастасия Семенкова |
| Top 20                           | Астраханская область — Лия Ассанова Ханты-Мансийский округ — Анжелика Димитренко Королёв — Елена Машкевич Магнитогорск — Анастасия Лавренова Новосибирская область — Ксения Ипатова Саратовская область — Мария Белоногова Свердловская область — Анна Лесун Тамбовская область — Алина Жигулина Тверь — Ирина Максимова Тюменская область — Анна Пуминова |

## Участницы
| Область/регион/город              | Участница             | Возраст | Рост | Родной город     | Примечание       |
| --------------------------------- | --------------------- | ------- | ---- | ---------------- | ---------------- |
| Республика Адыгея                 | Медея Кадырова        | 23      | 1.73 | Майкоп           |                  |
| Астраханская область              | Лиа Ассанова          | 22      | 1.74 | Астрахань        | Топ-20           |
| Балаково                          | Юлия Алипова          | 23      | 1.79 | Балаково         | Мисс Россия 2014 |
| Братск                            | Ольга Лиханова        | 23      | 1.74 | Братск           | Топ-20           |
| Брянская область                  | Юлия Мильшина         | 20      | 1.74 | Гордеевский      |                  |
| Республика Бурятия                | Наталья Белецкая      | 18      | 1.76 | Улан-Удэ         |                  |
| Москва                            | Анастасия Решетова    | 18      | 1.77 | Москва           | 1-я Вице мисс    |
| Чебоксары                         | Жанна Теклева         | 18      | 1.84 | Чебоксары        |                  |
| Челябинская область               | Екатерина Дорохова    | 20      | 1.75 | Катав-Ивановск   |                  |
| Чувашская республика              | Александра Бред       | 20      | 1.82 | Канаш            |                  |
| Ивановская область                | Виктория Кузнецова    | 18      | 1.77 | Лух              |                  |
| Владивосток                       | Оксана Чижова         | 22      | 1.76 | Владивосток      |                  |
| Калининградская область           | Виктория Короткова    | 19      | 1.78 | Калининград      |                  |
| Кемеровская область               | Екатерина Фельдман    | 19      | 1.79 | Анжеро-Судженск  |                  |
| Ханты-Мансийский автономный округ | Анжелика Дмитренко    | 20      | 1.79 | Ханты-Мансийск   | Топ-20           |
| Королёв                           | Елена Машкевич        | 19      | 1.79 | Королёв          | Топ-20           |
| Краснодарский край                | Алла Грибова          | 20      | 1.83 | Краснодар        |                  |
| Красноярский край                 | Валерия Чикчик        | 18      | 1.78 | Красноярск       |                  |
| Ленинградская область             | Полина Кондратьева    | 20      | 1,73 | Колпино          |                  |
| Магнитогорск                      | Анастасия Лавренова   | 19      | 1.74 | Магнитогорск     | Топ-20           |
| Междуреченск                      | Евгения Потапова      | 23      | 1.78 | Междуреченск     |                  |
| Мордовская республика             | Валерия Семеньченкова | 19      | 1.73 | Саранск          |                  |
| Московская область                | Анастасия Щипанова    | 22      | 1.83 | Химки            | Топ-20           |
| Новокузнецк                       | Яна Шарлай            | 18      | 1.74 | Новокузнецк      |                  |
| Новосибирск                       | Дарья Сидорова        | 22      | 1.73 | Новосибирск      | Топ-20           |
| Новосибирская область             | Ксения Ипатова        | 18      | 1.80 | Искитим          | Топ-20           |
| Омск                              | Вероника Якушина      | 22      | 1.75 | Омск             |                  |
| Оренбургская область              | Ксения Гегель         | 20      | 1.73 | Оренбург         |                  |
| Пензенская область                | Анастасия Моисеева    | 21      | 1.83 | Кузнецк          |                  |
| Пермский край                     | Анастасия Гарева      | 18      | 1.77 | Пермь            |                  |
| Ростовская область                | Анастасия Костенко    | 19      | 1.74 | Сальск           | 2-я Вице мисс    |
| Ростов-на-Дону                    | Нелли Толкачёва       | 21      | 1.75 | Ростов-на-Дону   |                  |
| Санкт-Петербург                   | Виктория Афанасьева   | 23      | 1.83 | Санкт-Петербург  | Топ-20           |
| Республика Саха                   | Милена Шадрина        | 21      | 1.74 | Якутск           | Топ-20           |
| Саратов                           | Дарья Прохорова       | 18      | 1.81 | Саратов          | Топ-20           |
| Саратовская область               | Мария Белоногова      | 23      | 1.73 | Красноармейск    | Топ-20           |
| Свердловская область              | Анна Лесун            | 23      | 1.79 | Екатеринбург     | Топ-20           |
| Тамбовская область                | Алина Жигулина        | 18      | 1.78 | Тамбов           | Топ-20           |
| Республика Татарстан              | Динара Акбашева       | 22      | 1.73 | Казань           |                  |
| Томская область                   | Екатерина Муковникова | 21      | 1.75 | Томск            |                  |
| Тверь                             | Ирина Максимова       | 20      | 1.76 | Тверь            | Топ-20           |
| Тверская область                  | Мария Храмникова      | 21      | 1.80 | Бежецк           |                  |
| Тюменская область                 | Анна Пуминова         | 19      | 1.73 | Тюмень           | Топ-10           |
| Удачный                           | Алиса Усольцева       | 20      | 1.74 | Удачный          |                  |
| Ульяновск                         | Диана Борисова        | 21      | 1.85 | Ульяновск        |                  |
| Великий Новгород                  | Вероника Багаева      | 18      | 1.81 | Великий Новгород |                  |
| Владимирская область              | Анастасия Семенкова   | 19      | 1.74 | Владимир         | Топ-20           |
| Вологодская область               | Александра Лаврук     | 20      | 1.73 | Великий Устюг    |                  |
| Ямало-Ненецкий автономный округ   | Виктория Бутырская    | 18      | 1.79 | Новый Уренгой    |                  |
| Екатеринбург                      | Екатерина Локшина     | 21      | 1.77 | Екатеринбург     |                  |